# Reinhild Solf
Reinhild Solf (* 14. April 1940 in Haldensleben; † 9. Juni 2022 in Basel) war eine deutsch-schweizerische Schauspielerin und Autorin. 

## Leben
Reinhild Solf erhielt ihre Ausbildung an der Max-Reinhardt-Schule für Schauspiel in Berlin und trat ihr erstes Engagement an der Landesbühne Hannover an. Danach kam sie an die Bühnen der Hansestadt Lübeck und an die Staatlichen Schauspielbühnen Berlin.
In Berlin verkörperte sie 1973 die Fontanelle in Bonds Lear und Mrs. Frost in F. Scott Fitzgeralds Komödie Der Präsident oder das Würstchen. Ab 1974 arbeitete sie als freie Schauspielerin und übernahm 1983 am Schauspielhaus Zürich die Titelrolle in Goethes Stella und 1984 die der Penthesilea. Weitere Rollen in Zürich, wo sie bis 1989 engagiert war, waren 1988 die Frau Meinhold in Das weite Land von Arthur Schnitzler und 1989 die Lotte in Shaffers Laura und Lotte.
1989 holte sie Frank Baumbauer an das Stadttheater Basel. Dort spielte sie 1989 in der Uraufführung einer Bühnenfassung von Elfriede Jelineks Die Klavierspielerin, 1991 die Marie Steuber in Botho Strauß’ Die Zeit und das Zimmer sowie 1993 die Titelrolle in Victor Hugos Lukretia Borgia. In den folgenden Jahren war Solf an der Kleinen Komödie in München, an Theatern in Bonn, Düsseldorf, Basel und Berlin zu sehen.
1980 erschien bei Molden ihr Roman einer Jugend in der DDR, Leberwurst, Käsebrot, der auch beim Goldmann Verlag als Taschenbuch ein Verkaufserfolg war. Nach einer großen Pause schrieb sie 2008 einen weiteren Roman Schmetterling. Im Sommer 2011 legt sie ihren neuen Text Schattenfrauen vor; die Geschichte von sieben Frauen, die sich 2009 auf dem gleichen Camping-Platz an der Ostsee treffen, an dem sie vor Jahrzehnten bei einem Ferienlager als FDJlerinnen zelteten. Der Roman ist beim Langen Müller Verlag erschienen und wurde 2011 auf der Leipziger Buchmesse vorgestellt.
Solf war auch immer wieder im Fernsehen zu sehen, so in dem ZDF-Vierteiler Wallenstein als Elisabeth von Böhmen und als Tony in der Verfilmung von Thomas Manns Roman Buddenbrooks. Daneben wirkte sie in den Krimiserien Derrick, Der Alte und Die Männer vom K3 mit.
Solf war mit dem Regisseur und Schauspieler Hans Hollmann (1933–2022) verheiratet und lebte in Basel. Sie hatte einen Sohn Caspar Florian, der 2001 bei einem Lawinenabgang tödlich verunglückt war, und eine Tochter Anna Joséphine. Sie wurde im Familiengrab auf dem Wolfgottesacker in Basel beigesetzt.

## Filmografie (Auswahl)
- 1968: Heimlichkeiten
- 1969: Meine Schwiegersöhne und ich (Fernsehserie, 10 Folgen)
- 1970: Schlagzeilen über einen Mord
- 1972: Zur schönen Aussicht
- 1974: Motiv Liebe (Fernsehserie, Folge: Ich wollte, dass er glücklich ist)
- 1976: Minna von Barnhelm
- 1976: Alexander März
- 1978: Wallenstein (Fernsehvierteiler, 2 Folgen)
- 1979: Die Buddenbrooks (Fernsehserie, 10 Folgen)
- 1983: Wie es geschah
- 1984–1989: Derrick (Fernsehserie, 4 Folgen)
- 1987: Der Alte – Folge 119: Ein teuflischer Plan
- 1996: Die Männer vom K3 (Fernsehserie, Folge: Eine saubere Stadt)

## Werke
- 1985: Leberwurst, Käsebrot zwo, drei, vier : Ein deutsch-deutsches Mädchen; Wilhelm Goldmann Verlag GmbH
- 2012: Schattenfrauen, Langenmüller Verlag
- 2019: Huhn Trudchen, bilgerverlag

## Nachweise
1. ↑  Theaterlexikon der Schweiz
2. ↑  C. Bernd Sucher (Herausgeber): Theaterlexikon. Autoren, Regisseure, Schauspieler, Dramaturgen, Bühnenbildner, Kritiker. Deutscher Taschenbuch Verlag, 2. Aufl., München 1999, S. 660.
3. ↑  Sigfried Schibli: Ein Grosser verabschiedet sich: Regisseur Hans Hollmann ist 89-jährig verstorben, bz – Zeitung für die Region Basel, 30. Juni 2022, abgerufen am 1. Juli 2022.

| Personendaten    | Personendaten                       |
| ---------------- | ----------------------------------- |
| NAME             | Solf, Reinhild                      |
| KURZBESCHREIBUNG | deutsche Schauspielerin und Autorin |
| GEBURTSDATUM     | 14. April 1940                      |
| GEBURTSORT       | Haldensleben                        |
| STERBEDATUM      | 9. Juni 2022                        |
| STERBEORT        | Basel                               |